# Огаста кронікл
The Augusta Chronicle — щоденна газета, яка видається в Аугуста, штат Джорджія. Одна з найстаріших газет США. Відома своїм висвітленням турніру «Мастерс», який проводиться в Огасті.

## Історія
Газета почала своє існування в 1785 у під назвоюAugusta Gazette. У наступному році була перейменована вThe Georgia State Gazette, з 1789 носить свою нинішню назву. В 1866 у в редакторську колегію увійшов Патрік Волш, в майбутньому — сенатор від штату Джорджія. В 1873 він став власником газети. Компанія «Morris Communications» придбала газету в 1945 році.